# Вавассёр, Дидье
Дидье́ Жак Франсуа́ Вавассёр (фр. Didier Jacques François Vavasseur; 7 февраля 1961, Эврё) — французский гребец-байдарочник, выступал за сборную Франции на всём протяжении 1980-х годов. Бронзовый призёр летних Олимпийских игр в Лос-Анджелесе, победитель регат национального и международного значения.

## Биография
Дидье Вавассёр родился 7 февраля 1961 года в городе Эврё, департамент Эр. Активно заниматься греблей начал в раннем детстве, проходил подготовку в спортивном клубе коммуны Булонь-Бийанкур.
Первого серьёзного успеха на взрослом международном уровне добился в 1984 году, когда попал в основной состав французской национальной сборной и благодаря череде удачных выступлений удостоился права защищать честь страны на летних Олимпийских играх в Лос-Анджелесе. С четырёхместным экипажем, куда также вошли гребцы Филипп Боккара, Паскаль Бушери и Франсуа Бару, завоевал в четвёрках на дистанции 1000 метров бронзовую медаль — пропустил вперёд экипажи из Новой Зеландии и Швеции.
После Олимпиады Вавассёр остался в основном составе гребной команды Франции и продолжил принимать участие в крупнейших международных регатах. Так, будучи одним из лидеров сборной, он благополучно прошёл квалификацию на Олимпийские игры 1988 года в Сеуле — на сей раз попасть в число призёров не сумел, в решающем заезде четвёрок на километровой дистанции показал только лишь девятый результат. Вскоре по окончании этих соревнований принял решение завершить карьеру профессионального спортсмена, уступив место в сборной молодым французским гребцам.